# 簡狄
簡狄（かんてき）は、古代中国の伝説上の女性。有娀氏の長女で、帝嚳の次妃。殷の伝説的な始祖である契の母。堯の時代、簡狄は妹とともに玄丘で水浴びをしていたところ、卵をくわえた玄鳥が誤って卵を落としてしまったのを見た。卵は五色でたいへん珍しかったので、簡狄は妹と争ってこの卵を取った。簡狄は卵を誤って呑んでしまい、その後に契が生まれた。
簡狄は人事の治まるのを好み、天文を知り、施しを与えるのを喜んだ。契が成長すると、理の順序を教えた。契は聡明で優しく、簡狄の教育を受けて名を知られるようになった。契は堯により司徒に任命され、亳に封じられた。舜が即位した後も、契は引き続いて司徒をつとめた。契の子孫は代々亳に住み、成湯のときに天子となった。
簡狄の「狄」は北方の狩猟民を意味し、有娀（有戎、「戎」は西方の遊牧民）の娘である。女神が野外の水浴の場で、天から降りてきた鳥の卵を呑んでに妊娠し、男の子を産むというのは、北アジアの狩猟民や遊牧民に共通の始祖伝説であり、殷人が北方の狩猟民「北狄」の出身であることは疑いなく、殷が実在した都市国家であったことは確かであるが、モンゴル高原から山西高原を通って南下し、河南の夏国を征服したとみられる。

## 関連文献
- 『史記』殷本紀
- 『列女伝』母儀